# لوند دم‌پارویی
لوند دم‌پارویی(نام علمی: Discosura longicaudus) نام یک گونه از تیره مگس‌مرغ است.